# Богдан Ґеркен
Д-р Богдан Ґеркен, іноді Ґверкен, або Ґеркен Богдан Казимирович (пол. Bohdan Guerquin; 26 січня 1904, Новгород — 29 вересня 1979, Варшава) — польський науковець (історик архітектури та мистецтвознавець), викладач.

## Життєпис
У 1936 році закінчив Варшавську політехніку. У 1936—1939 роках досліджував замки Західного Поділля (зокрема, Язловецький замок) та Волині. У Варшавській політехніці працював у 1947—1954 роках. Став доктором технічних наук у 1949 році. З 1954 року професор Вроцлавського університету). Відомий у науковому світі як знавець давньої оборонної архітектури, її принципів збереження та реставрації.
Автор праць:
- Zamek w Jazłowcu (розділ «Хроніка замку» написаний при допомозі д-ра Александера Чоловського[3]) // Biuletyn historii sztuki і kultury, 1948. — T. 8;
- Zamek w Drzewicy // Teka Konserwatorska, 1952. — zesz. 1;
- Zamki śląskie. — Warszawa, 1957;
- Zamek w Malborku. — Warszawa, 1960;
- Zamek jazłowiecki // Studia i Materiały do Teorii i Historii Architektury i Urbanistyki. — Warszawa, 1960. Т. 2;
- Zamki w Polsce. — Warszawa, 1974; 1984.